# ジョゼ・エドゥアルド・ビスショフェ・デ・アウメイダ
ゼ・エドゥアルド（Zé Eduardo）ことジョゼ・エドゥアルド・ビスショフェ・ジ・アウメイダ（José Eduardo Bischofe de Almeida, 1987年10月29日 - ）は、ブラジル・サンパウロ州プロミッソン出身のサッカー選手。アル・ファイサリー・ハルマ所属。ポジションはフォワード。ゼ・ラヴ（Zé Love）とも呼ばれる。

## 経歴
数々のクラブを渡り歩いた後、サントスFCではレギュラーの座を掴み、ネイマールやガンソら共にとコパ・リベルタドーレスやコパ・ド・ブラジルの優勝に貢献。2011年にイタリアのジェノアCFCに移籍した。2012年8月、ACシエーナへレンタル移籍。
2016年1月から半年間、アラビアン・ガルフ・リーグのアル・シャーブCSCでプレー。同年9月からECヴィトーリアに加入することが発表された。
2018年よりアル・ファイサリー・ハルマへ加入し、再び中東でプレーすることとなった。

## タイトル
スポルチ・レシフェ
- カンピオナート・ペルナンブカーノ : 2006

サントス
- コパ・リベルタドーレス : 2011
- コパ・ド・ブラジル : 2010
- カンピオナート・パウリスタ : 2010, 2011